# Faro de Cap de Tramuntana
El faro de Cap de Tramuntana es un faro que se encuentra en el norte de la isla Dragonera, a 700 metros de la isla de Mallorca, España.

## Historia
Fue el segundo faro en construirse, con motivo del apagado faro de Na Popia, se levantó sobre la máxima elevación  de la isla de Dragonera, frente a Mallorca, en las islas Baleares. 
Sobre su tipo de instalación se dudó al principio llegando incluso a considerar el simple establecimiento de una luz de alumbrado permanente, montada en una torreta metálica y atendida por el mismo personal del faro del otro extremo de la isla, en Cap Llebeig, pero definitivamente, se adoptó el criterio de construir un faro con vivienda.
La primera óptica fue retirada en el año 1960, a consecuencia de instalar un sistema de alumbrado, que funcionaba con gas de acetileno, el faro quedó sin mantenimiento técnico en el año 1961.
La óptica retirada se colocó más tarde (1965) en el Faro de Porto Colom. En la actualidad las antiguas dependencias del farero están convertidas en una exposición permanente sobre la historia marítima de Sa Dragonera.